# 劉國松 (畫家)
劉國松（1932年4月26日—），男，祖籍山東益都，臺灣畫家。14歲在武昌開始學習傳統國畫，20歲改習西畫，29歲又回到紙墨世界，創作「現代水墨」。1949年定居臺灣，曾任香港中文大學藝術系主任、美國愛荷華大學與威斯康辛大學客座教授、臺南藝術大學研究所所長、中國多所重點大學與美術學院的名譽教授，現任臺灣師範大學講座教授、上海視覺藝術學院當代水墨藝術研究院院長。

## 生平

### 早年生活
1932年4月26日生於安徽蚌埠，祖籍山東青州。1938年父親於抗日戰爭中陣亡。與母親流亡於湖北、陝西、四川、湖南等地，妹妹不幸於逃難中夭折。
1945年，進入中國武漢的中華大學附屬中學就讀，在前往學校的路途會經過一條名為胭脂路的街道，街道上有兩間裱畫店，在於對畫作的欣賞之下結識了其中一位老闆並且開始接觸基本繪畫方法，開啟美術學習之路。
1948年考入南京國民革命軍遺族學校，並展現了在繪畫上的天份。
1949年隻身隨遺族學校到臺灣，就讀於臺灣省立師範學院附屬中學（今國立臺灣師範大學附屬高級中學）。高二以同等學歷報考大學，在大學入學考試的志願欄中全部填入藝術系，並於1951年如願進入臺灣省立師範學院藝術系（今國立臺灣師範大學美術系）就讀。

### 美術現代化推動
1951年於臺灣師範大學藝術系就讀，1955年以第一名畢業，隨後於基隆市立第一中學教學實習一年。
1956年與同班同學郭東榮、郭豫倫、李芳枝在師大藝術系教室舉辦「四人聯合西畫展」，展後在老師廖繼春的鼓勵下，成立五月畫會，加入師大藝術系畢業的陳景容、鄭瓊娟，1957年5月10日六人在臺北中山堂舉辦首屆「五月畫展」。
1959年受廖繼春的推薦，赴臺南成功大學建築系擔任郭柏川的美術助教，參與尉天驄主編之《筆匯》革新號月刊編輯工作。
1960年受聘至中原理工學院（今中原大學）建築系擔任講師。
1961年受臺北故宮「中國古藝術品展」赴美以及展覽建築界自然材料主義影響，放棄油彩與畫布，重回紙墨世界，深感一味追隨模仿西洋現代藝術思潮與流行畫風之不當，更對發展與宣揚民族傳統文化產生了強烈的使命感，開始宣導「中國畫的現代化」，1962年提出了「模仿新的，不能代替模仿舊的；抄襲西洋的，不能代替抄襲中國的」的鮮明主張。
1963年，受石恪〈二祖調心圖〉狂草式筆法影響，用砲管刷子在紙上刷出狂草式大筆觸線條，創作「狂草抽象」系列；同年與造紙廠共同研發粗紙筋國松紙，藉此創造出獨特的「抽筋剝皮皴」技法，「狂草抽象」系列首次在1964年的第八屆「五月畫展」展出。作品〈雲深不知處〉為香港藝術館收藏，也是作品首次為美術館收藏。
1965年首次個展於臺北國立臺灣藝術館（今國立臺灣藝術教育館）舉辦，第一本論文集《中國現代畫的路》由臺北文星書店出版。
1966年出版第二本論文集《臨摹、寫生、創造》。

### 走出國際
1966年由美國藝術史學者李鑄晉教授推薦，獲美國洛克菲勒三世基金會（今洛克菲勒基金會）兩年環球旅行獎；首本個人畫冊《劉國松畫集》以英文行世，由李鑄晉與羅覃撰寫專文，國立歷史博物館出版；1966至1967年期間，應邀至美國舉辦個展，繪畫風格肯定，後轉至歐洲旅行，十月返回臺灣，繼續任教於中原理工學院。
1968年與徐術修、文霽、蕭仁徵、孫瑛、馮鍾睿、韓湘寧等人籌組「中國水墨畫學會」，舉辦過多次的展覽、演講和座談會。
1969年受前一年底美國「阿波羅8號」太空船登陸月球拍攝地球照片的啟發，開始創作「太空畫系列」，首幅〈地球何許？〉獲美國「主流 '69」國際美展繪畫首獎。

### 遷居香港
1971年應聘香港中文大學藝術系任教，遷居香港。
1972年出任香港中文大學藝術系主任，並創設「現代水墨畫」課程。任教期間宣揚「為學如同金字塔，為藝如同摩天大樓」、「先求異，再求好」、「畫室即實驗室」的理念，鼓勵學生尋求自我風格。
1973年創辦「現代水墨畫文憑課程」於香港中文大學校外進修部。
1975年為中大校外進修部第一屆現代水墨畫文憑課程畢業生舉辦之水墨畫展撰寫序言，首次提出「革中鋒的命，革筆的命」之理論，1976年改寫過1965年發表於《文星》的文章〈談繪畫的技法〉，特別加入這項理論，以〈談繪畫的技巧〉之名，刊登於香港《星島日報》，三年後又發表於臺灣《聯合報》，引發大規模的討論。
1980年應美國愛荷華州與伊利諾州藝術諮詢委員會之邀，在愛荷華大學擔任訪問藝術家一年。並於各大學美術學院、教育電視臺及美術館巡迴演講及教授繪畫。

### 中國巡展
1981年應邀赴北京參加中國畫研究院（今中國國家畫院）之成立大會並參展。
1983年，個展於北京中國美術館、南京江蘇省美術館、廣州廣東畫院、武漢湖北省美術陳列館、哈爾濱黑龍江省美術館巡迴，並應中央美術學院之邀公開舉辦三場演講，隨後三年巡迴展於中國十八個重要地區與城市。
1984年北京人民美術出版社出《劉國松畫輯》。參加北京「第六屆全國美展」，與李可染同時獲得「特別獎」。

### 返臺定居
1992年10月自香港中文大學退休，返臺中定居，並任東海大學美術系客座教授。應邀出席臺灣臺北市立美術館「東方美學與現代美術」學術研討會，會後有感而發撰文〈先求異、再求好──解開國畫的死結〉美術教學理論，發表於《臺灣新生報》。
1996年應漢寶德邀請臺灣國立臺南藝術學院（今國立臺南藝術大學）造型藝術研究所首任所長。歷史博物館舉辦「劉國松藝術研究展」，出版蕭瓊瑞著《劉國松研究》以及李君毅編《劉國松研究文選》。
1999年應邀赴巴黎製作《畫中有詩版畫集》。余光中特別為劉國松的畫創作六首詩一併印出，同時出版《詩情畫意集》。
2000年應邀赴中國西藏大學講學，並前往珠穆朗瑪峰，出藏後左耳突然失聰。
2001年赴四川九寨溝旅遊，開始實驗用建築描圖紙結合漬墨技法創造了一系列九寨溝的波光水影作品。
2004年應邀於香港藝術館舉辦「劉國松的宇宙」展覽，並出版大型畫冊。
2005年應蘇立文教授邀請出席英國牛津大學主辦之「現代中國藝術學術研討會」。
2006年在張家界遊覽之後，又創作了一系列的張家界作品，而後山水巨幅〈天子山盛夏〉被北京故宮博物院收藏。
2007年「宇宙心印： 劉國松繪畫一甲子」由北京故宮博物院主辦於武英殿展覽館，之後巡迴展於上海美術館和廣東美術館。
2008年獲臺灣第十二屆「國家文藝獎」。
2009年在湖北省博物館、寧夏博物館、重慶中國三峽博物館與合肥亞明藝術館巡迴「宇宙心印： 劉國松繪畫一甲子」展覽。
2010年獲美國加州世界藝術文化學院及世界詩人大會頒發榮譽博士學位。
2011年中國美術館舉辦「劉國松創作大展—八十回眸」大型展覽。獲中國藝術研究院頒發「中華藝文終生成就獎」。
2012年國立臺灣美術館舉辦「一個東西南北人：劉國松八十回顧展」。
2013年山東博物館成立「劉國松現代水墨藝術館」，作品常設展示。
2014年國立歷史博物館舉辦「革命·復興：劉國松繪畫大展」，翌年巡迴至新加坡MOCA當代美術館、印尼雅加達國家博物館、曼谷當代美術館。
2016年上海中華藝術宮舉辦大型回顧展「蒼穹之韻：劉國松水墨藝術展」。當選美國藝術與科學院外籍院士，是首位華人畫家獲此殊榮。
獲臺灣總統府二等景星勳章。
2017年獲頒第三十六屆中華民國行政院文化獎。「一個東西南北人：劉國松創作回顧展」於山東博物館展出。第三屆香港水墨藝博會Ink Asia，香港水墨會舉辦「向劉國松致敬」特展。香港M+視覺文化博物館舉辦 「似重若輕：M+ 水墨藏品展」展出M+館藏劉國松作品。
2018年上海視覺藝術學院成立「當代水墨藝術研究院」，出任首任院長。策劃並參加由上海視覺藝術學院當代水墨藝術研究院主辦的第二十屆中國上海國際藝術節的系列展演活動之一「水墨概念藝術大展」。美國史丹佛大學的坎特爾視覺藝術中心舉辦「墨境：山崎朗子與楊致遠夫婦藏當代水墨畫」，展出〈禪夢〉一作，並被挑選作為畫冊封面。
2019年由劉國松文獻庫與香港水墨會合辦的首屆「劉國松水墨藝術獎」在香港頒獎。高雄市立美術館舉辦「奔‧月—劉國松」跨年大展。
2020年瑞士里特貝爾格博物館舉行「嚮往自然：解讀中國藝術中的山水」展覽，展出典藏畫作〈雪景〉，並作為畫冊封面。
2022年臺師大美術系及劉國松基金會聯合主辦「開拓當代水墨之路：劉國松藝術文獻展1940s—1980s」於臺師大美術系德群畫廊。
2023年新加坡國家美術館舉辦年度大展「劉國松：實驗悟道」。

## 個展
1965年 臺北國立臺灣藝術館
1966年 美國加州拉古納藝術協會美術館；美國堪薩斯州立大學美術館；美國丹福The Gallery
1967年 美國普林斯頓Gallery 100；美國紐約市諾德勒斯畫廊；美國堪薩斯市納爾遜美術館；美國喬治亞州雅典市喬治亞大學美術館
1968年 美國華盛頓州西雅圖藝術博物館；美國辛辛那堤市塔夫托美術館；菲律賓馬尼拉陸茲畫廊
1969年 美國德州達拉斯市現代美術館；臺北市國立歷史博物館；美國印地安那州諾特丹市聖瑪麗學院藝術館；美國紐約市諾德勒斯畫廊；美國德克薩斯州達拉斯市現代美術館；臺北國立歷史博物館
1970年 美國內布拉斯加州賈斯林美術館；臺北凌雲藝苑現代畫廊；美國加州聖地牙哥美術館；德國科隆東亞藝術博物館；美國內布拉斯加州賈斯林美術館；美國加州聖地牙哥美術館
1971年 德國法蘭克福工藝博物館；英國倫敦莫士撝公司畫廊；英國布里斯托市美術館
1972年 美國鹽湖城猶他州立大學美術館；美國婁根市猶他州立大學藝術館；菲律賓馬尼拉陸茲畫廊；德國漢堡市漢斯胡普勒爾畫廊
1973年 香港藝術中心
1974年 美國加州卡邁爾市拉克畫廊
1975年 美國科羅拉多州科羅拉多泉藝術中心；美國加州洛杉磯市喜諾畫廊
1976年 美國堪薩斯州威奇托州立大學烏瑞奇美術館；美國俄亥俄州雅典市俄亥俄州立大學美術館
1977年 美國新罕布夏州普利茅斯市普利茅斯州立大學美術館；美國加州洛杉磯市西方文理大學美術館
1978年 澳洲墨爾本市東西畫廊；澳洲北阿德萊市格林赫爾畫廊；澳洲伯斯市邱吉爾畫廊
1979年 澳洲坎培拉市劇場畫廊；德國法蘭克福工藝博物館
1980年 美國堪薩斯州威奇托州立大學烏瑞奇美術館；美國土桑市亞利桑那州立大學美術館；美國加州蒙特利半島美術館；美國俄亥俄州雅典市俄亥俄州立大學美術館
1981年 美國俄亥俄州哥倫布市立文化藝術中心；美國科羅拉多州波爾市科羅拉多大學美術館；美國加州哥斯塔梅沙市安德瑞畫廊
1982年 美國洛根市猶他州立大學諾拉依科哈瑞森藝術博物館
1983年 北京中國美術館；南京江蘇省美術館；武漢市湖北省美術陳列館；廣州市廣東畫院；哈爾濱黑龍江美術館
1984年 上海美術館；杭州市浙江展覽館；山東省美術館；山東煙臺市展覽廳；福州市五一廣場中央展覽廳
1985年 香港藝術中心；澳門市政廳賈梅士博物館
1986年 陝西西安市美術家協會畫廊；甘肅蘭州市少年宮；新疆烏魯木齊市展覽館；重慶市文化宮；四川重慶西南師範大學美術館  
1987年 湖南長沙市湖南省國畫館；山西太原市山西大學美術館
1988年 山東濰坊博物館
1989年 德國布瑞曼市海外博物館
1990年 臺北市立美術館
1992年 臺中臺灣省立美術館
1994年 臺北龍門畫廊
1996年 臺北歷史博物館
1997年 廣東深圳何香凝美術館
1999年 臺北國立國父紀念館中山國家畫廊
2000年 臺灣中央大學藝文中心；美國紐約古豪士畫廊
2001年 成都現代藝術館
2002年 北京中國國家博物館；上海美術館；廣東美術館
2003年 臺中市立文化中心；山東青島市博物館；香港漢雅軒畫廊
2004年 香港美術館
2005年 新加坡泰勒版畫學院；臺北市中央研究院；臺灣創價學會主辦臺灣巡迴展
2006年 浙江省博物館；湖南省博物館
2007年 北京故宮博物院；上海美術館；廣東美術館
2008年 法國巴黎法寶75畫廊
2009年 湖北省博物館；寧夏博物館；重慶中國三峽博物館；安徽省亞明藝術館；臺北國立國父紀念館中山國家畫廊；交通大學藝文空間
2010年 英國倫敦古豪士畫廊；臺灣新北市市府藝廊
2011年 北京中國美術館
2012年 國立臺灣美術館
2013年 山東博物館
2014年 臺北國立歷史博物館
2015年 MoCA新加坡當代美術館；印尼雅加達國家博物館；曼谷當代美術館
2016年 上海中華藝術宮
2017年 山東博物館
2019年 高雄市立美術館
2022年 國立臺灣師範大美術系德群畫廊
2023年 新加坡國家美術館

## 藝術貢獻
劉國松在師大藝術系畢業後，於1956年與同班同學一起創立「五月畫會」，次年5月首屆「五月畫展」掀起了臺灣現代藝術運動。1958年，劉國松開始大量撰寫藝術理論文章，鼓吹現代藝術。1959年，他的藝術思想由全盤西化轉為中西合壁，在當時創作的石膏油畫上加入水墨韻味。
1961年，劉國松意識到中國繪畫的筆墨紙材有不可替代的材質特性，因此放棄油彩與畫布，重回紙墨世界，並援引西方現代化風潮的繪畫理念，宣導「中國畫現代化」運動。他曾指出提出：「模仿新的，不能代替模仿舊的；抄襲西洋的，不能代替抄襲中國的。」身處中西文化交流頻繁的年代，他主張走中西合璧的路，在有選擇的發揚光大民族的文化傳統，同時也有選擇地吸收消化西方帶來的現代文明表徵，藉由現代西方的抽象理念與中國畫論精神的接合，創造現代的中國畫。
1963年，劉國松受石恪〈二祖調心圖〉狂草式筆法影響，用砲管刷子在紙上刷出狂草式大筆觸線條，創作「狂草抽象」系列；同年與造紙廠共同研發粗紙筋國松紙，創造出獨特的「抽筋剝皮皴」技法，在歐、美、非、亞洲各大城市進行巡迴展出。
1969年，受美國「阿波羅8號」由月球背面拍攝之地球照片的影響，開始創作「太空畫系列」，首幅〈地球何許？〉獲美國 「主流 '69」國際美展繪畫首獎。
1971年應聘香港中文大學任教，遷居香港；1972年出任香港中文大學藝術系主任，並創設「現代水墨畫」課程，隔年又在香港中文大學校外進修部創辦「現代水墨畫文憑課程」，在移居香港的二十餘年間一直致力於培養後進，其教學理念「先求異，再求好」、「畫室即實驗室」帶動了香港地區的現代水墨運動，並透過香港現代水墨畫協會多次舉辦展覽研討活動，倡導現代水墨，影響深遠。
1973年開始全力探索「水拓畫技法」。
1975年為中大校外進修部第一屆現代水墨畫文憑課程畢業生舉辦之水墨畫展撰寫序言，首次提出「革中鋒的命，革筆的命」之理論，1976年改寫過1965年發表於《文星》的文章〈談繪畫的技法〉，特別加入這項理論，以〈談繪畫的技巧〉之名，刊登於香港《星島日報》，三年後發表在臺灣《聯合報》，引發港、臺、中地區大規模討論。
劉國松指出，「中鋒」不過是「筆」技法的一種，而「筆」又是眾多技法的一種，因此不用被「中鋒」以及「筆」所拘。因此應開發用筆以外的各種多元媒材、技法跟工具，突破筆的限制。
節錄劉國松2016年的文章：
|  | 到70年代初，我深覺中國畫家已病入膏肓，非下重藥不可了，又再為文高喊「革中鋒的命」和「革筆的命」，台港兩地的保守勢力立刻對我群起而攻之，甚至往我頭上扣紅帽子，說我是共產黨的同路人，一時風聲鶴唳，叫人心驚肉跳，好在曾任板橋國立藝專校長的張隆延教授去見蔣經國，解釋這是新舊派之爭，與政治無關而救了我們。其實那時不但反對我的罵我「數典忘祖」……「筆墨」者，就是「點線面色彩」也！「皴法」就是「製作肌理的方法」。而點線面彩色是所有繪畫的基本元素，並非中國畫所獨有，如果中國畫家能從文人畫封建的狹隘筆墨論中解放出來，真是海闊天空，任你自由飛翔了。 |

英國知名藝術史教授蘇立文於1976著《中國美術簡史》，將劉國松列入創新一派。1982年英國出版的紐約大學教授希諾考瓦著《現代中國和日本》大學教科書視其為中國代表畫家。
1980年劉國松應愛荷華與伊利諾州藝術諮詢委員會邀請，擔任訪問藝術家。在此交流期間，遇到了駐校作家艾青跟王蒙，結束訪問後，艾青回國將劉國松的畫冊拿給「中國美術家協會」主席江豐欣賞，促成隔年劉國松訪中國的契機。
1981年應江豐之邀，赴北京參加中國畫研究院（今中國國家畫院）之成立大會並參展，認識了劉海粟、陸儼少、吳冠中、「中國畫研究院」的主席李可染、當時「中國美術家協會」副主席吳作人、常務書記華君武等重要的人物，也是劉國松首次在中國展出作品；1983年個展於北京中國美術館、南京江蘇省美術館、哈爾濱黑龍江美術館等，並應中央美術學院之邀公開舉辦三場演講，隨後三年巡迴展於中國十八個重要地區與城市，在中國藝壇形成一股「劉國松旋風」。
1985年，劉國松對水拓法技巧的掌握，已經達於巔峰，又開始有思變的意味；1986年，「漬墨畫」的技法初步形成。
1987年劉國松前往西藏旅遊，成為創作西藏山水系列靈感的泉源，畫風也為之一變。
1992年應邀出席臺灣臺北市立美術館「東方美學與現代美術」學術研討會，會後有感而發撰文〈先求異、再求好──解開國畫的死結〉美術教學理論，發表於《臺灣新生報》。
2000年再次前往西藏，應邀在西藏大學講學，並前往珠穆朗瑪峰，出藏後左耳突然失聰，返台後創作「西藏組曲系列」。
2000至2001年間多次赴四川九寨溝旅遊，深受原始自然境觀的感動，開始實驗用建築描圖紙結合「漬墨技法」創造了一系列九寨溝的波光水影作品 。
劉國松一生追求現代水墨創作，獲得「現代水墨之父」的美譽。
以下節錄劉國松在自傳中，對於自身推動現代水墨的看法：
|  | 我對中國畫現代化的教學，推廣與創作，迄今已經一甲子，其目的在於賦予源遠流長的中國水墨畫的現代面貌與精神，使其成為中華文化的載體，中國繪畫藝術的新主流，已獲得國人的認同與國際的肯定，成為代表中國通行世界藝壇的新畫種。……為了建立中國繪畫的新傳統而付出我一生的心血與精力，如今，我已心滿意足死而無憾了。 |

## 榮譽
1970年代劉國松應聘香港大學藝術系執教，將現代水墨的風氣帶到了香港，前後廿餘年培養後進無數。1983年初，劉國松應大陸美協之邀在北京中國美術館展後，三年內在大陸巡迴展出十八個主要城市，並到處演講與講學，促使傳統文人畫的一元化走向了多元的局面，1985年大陸第六屆全國美展曾頒給他與李可染特別獎。
2007年北京故宮博物院破例在中國文化經典的殿堂舉辦「宇宙心印‧劉國松繪畫一甲子」特展，這不但肯定他在歷史上的定位，也說明了現代水墨畫已進入中國美術史的主流。
他又先後獲得了兩岸最高的「國家文藝獎」（2008）、「中華藝文終身成就獎」（2011）、二等景星勳章（2016）及「第36屆行政院文化獎」（2017），同時也獲得中國文聯的榮譽委員，更是第一位華人畫家獲得美國文理科學院的外籍院士 （2016）。
1965年以來舉辦個展近百次，半數以上為美術館邀請，收藏其作品的美術博物館包括故宮博物院，大英博物館共有七十幾間。研究他的中、英、德文專著有十餘本，美國與德國的大學教科書大量引用他的理論與作品圖片。劉國松本人名列美國出版《世界名人錄》。

### 中華民國勳章獎章
- 二等景星勳章（2016年5月4日於台北總統府頒授[18]）

### 榮譽
- 1968年 當選台灣十大傑出青年
- 2002年 臺灣師範大學「傑出校友」
- 2016年 當選美國文理科學院外籍院士，是首位華人畫家獲此殊榮
- 2016年 中國文聯榮譽委員

### 獎項
- 1966年 獲美國洛克斐勒三世基金會（The JDR 3rd Foundation)）兩年環球旅行獎
- 1991年 獲李仲生現代繪畫文教基金會「現代繪畫成就獎」
- 2008年 獲臺灣第十二屆國家文藝獎
- 2017年 獲台灣第36屆行政院文化獎
- 2011年 獲中國藝術研究院頒發「中華藝文終身成就獎」

### 客座/講座/榮譽教授
- 1975年 美國愛荷華大學藝術學院客座教授
- 1992年 東海大學客座教授
- 2004年 臺南藝術大學頒發「榮譽教授」證書
- 2009年 西南大學與四川美院客座教授
- 2010年 臺灣師範大學講座教授
- 2015年 南京師範大學藝術學院講座教授
- 2018年 上海視覺藝術學院當代水墨藝術研究院院長

### 榮譽博士
- 美國加州世界藝術文化學院及世界詩人大會頒發榮譽博士學位

## 外部連結
- 劉國松文獻庫The Liu Kuo-sung Archives （页面存档备份，存于）